# Opunt (mitologia)
|  | No s'ha de confondre amb Opunt (Lòcrida). |

D'acord amb la mitologia grega, Opunt (en grec antic: Ὀποῦς, genitiu Ὀποῦντος) va ser un heroi, fill de Zeus i de la filla d'un altre Opunt, rei de l'Èlida, (o bé de Locros i de Protogenia). En la primera versió, Zeus va confiar el petit Opunt a Locros, que no tenia fills i Locros el va educar com si fos seu.
Va fundar la ciutat d'Opunt, a la Lòcrida, que porta el seu nom.